# Altes Amtsgericht Neheim

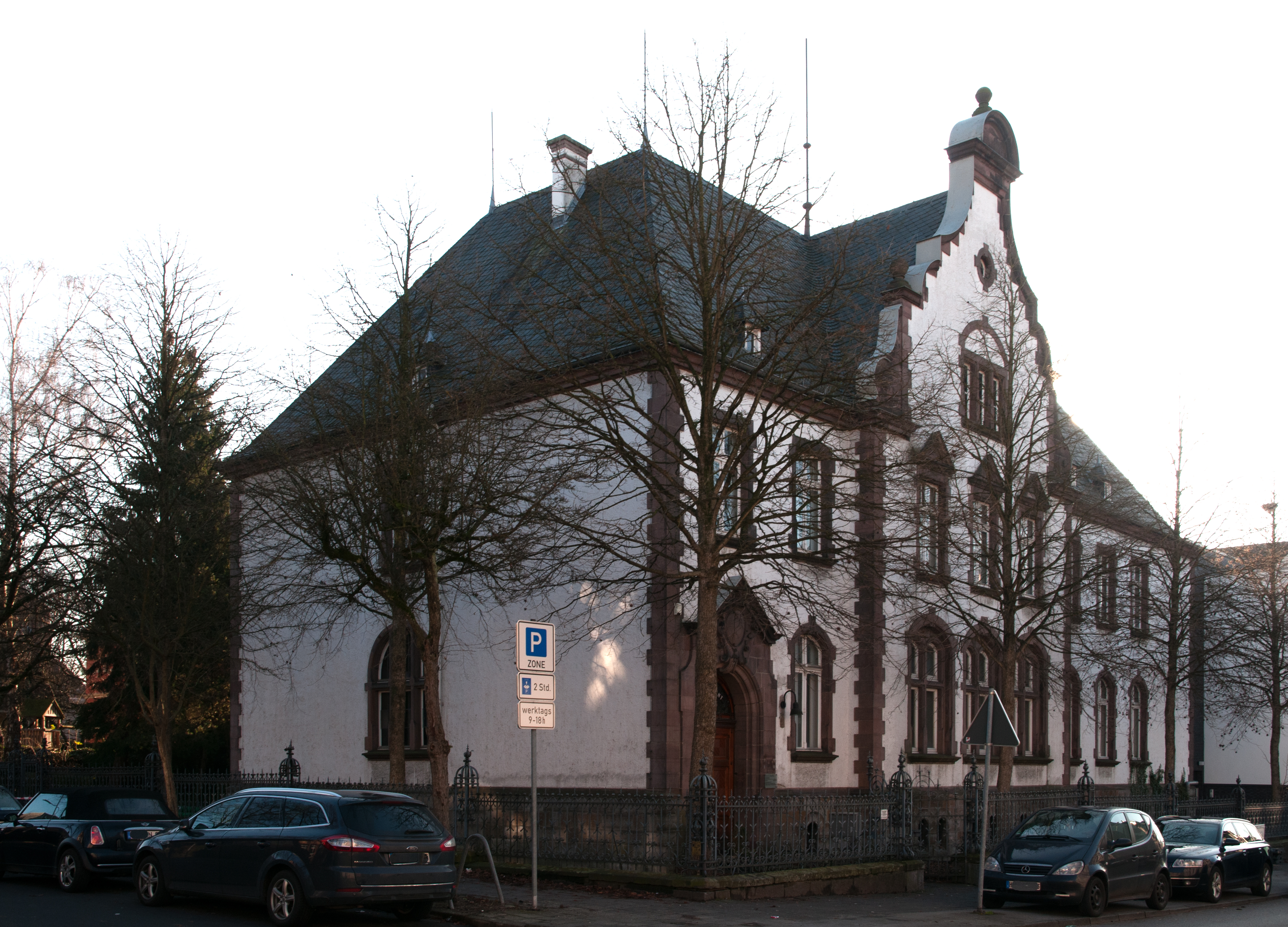
Vorderfront

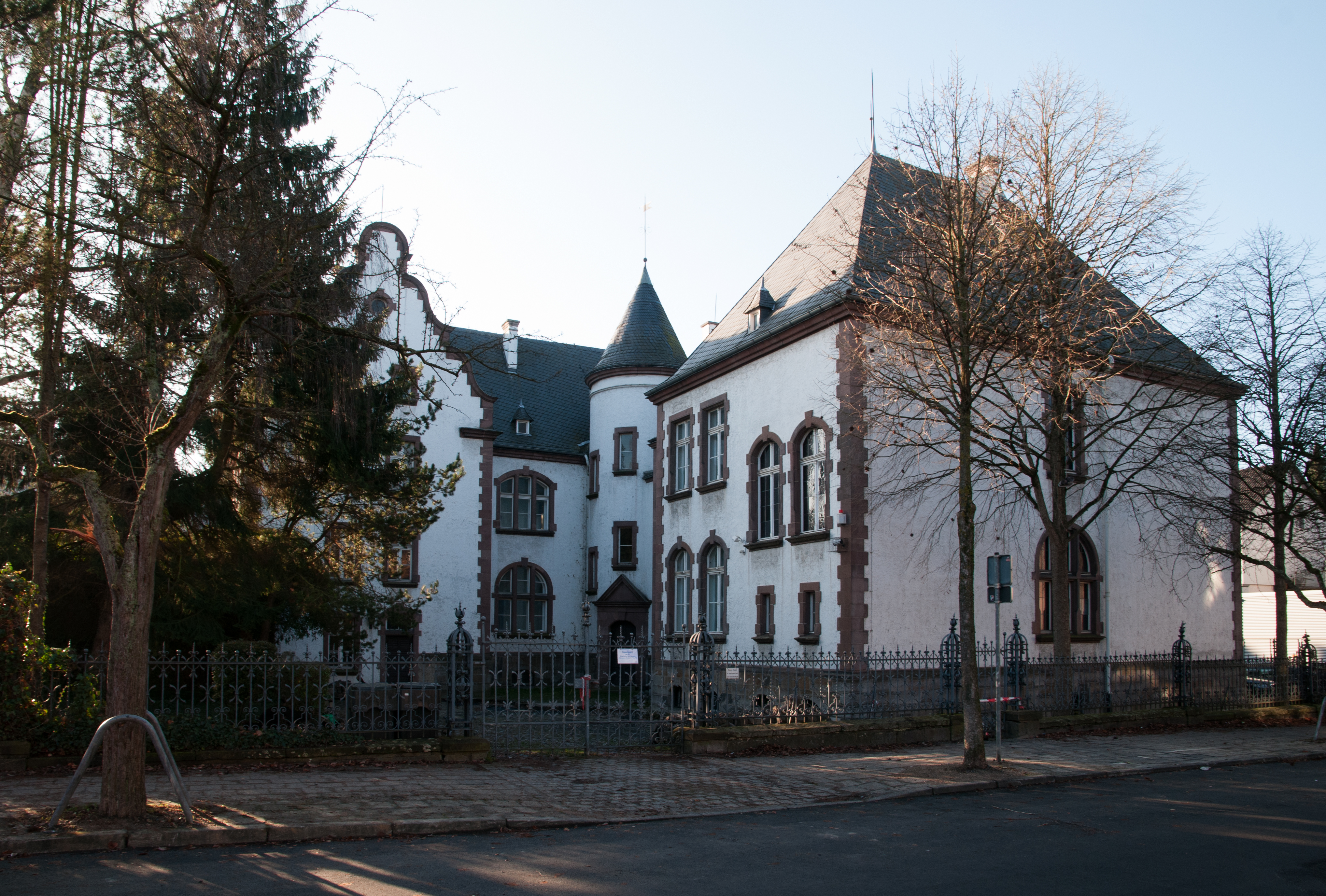
Rückwärtige Ansicht mit Treppenturm

Das Alte Amtsgericht Neheim (heute Stadt Arnsberg) wurde 1894/95 erbaut und steht unter Denkmalschutz.
Das Gebäude wurde als königlich-preußisches Amtsgericht 1894/95 erbaut. Im hinteren Teil des rechten Flügels war ein Gefängnistrakt untergebracht. Es handelt sich um einen zweigeschossigen Flügelbau im Stil der Neorenaissance. Auffällig ist ein hoher Kellersockel. Die Fassade zur Straße ist repräsentativ unter anderem durch einen Volutengiebel über einem dreiachsigen Mittelrisalit gestaltet. Weitere Schmuckelemente sind Fenstergesimse, Voluten oder aufgesetzte Kugeln. Über dem Portal ist ein Wappen angebracht. Einige Stilelemente wie ein Volutengiebel finden sich auf der Hofseite wieder. Zu den Anleihen an den Renaissancestil zählt auch ein Treppenturm im Gebäudezwickel. 
Nach der Aufhebung des Amtsgerichts Neheim diente der Bau zu Verwaltungszwecken und war in kommunalem Besitz. Im Juni 2016 wurde das Gebäude veräußert und wird auf insgesamt 1400 Quadratmeter zu elf Eigentumswohnungen umgebaut. Im Jahr 1984 wurden Dach und Fassade renoviert. Im selben Jahr wurde das Gebäude in die Denkmalliste der Stadt Arnsberg eingetragen. Die Innenausstattung war zumindest bis zu den jüngsten Umbauten teilweise erhalten.